# آن رؤیا می‌بیند
| بررسی انتقادی   | بررسی انتقادی |
| منبع            | رتبه‌بندی      |
| --------------- | ------------- |
| کیرانگ!         | [ ۱ ]         |
| ریلیز مگزین     | [ ۲ ]         |
| تاینی میکس تیپز | [ ۳ ]         |

آن رؤیا می‌بیند (به انگلیسی: It Dreams) نخستین آلبوم از جاکالوپ می‌باشد که در ۲۶ اکتبر سال ۲۰۰۴ منتشر شد.